# Stefan Hehenwarter
Stefan Hehenwarter (* 13. Oktober 1995) ist ein ehemaliger österreichischer Triathlet und Staatsmeister über die Triathlon-Mitteldistanz (2017).

## Werdegang
Stefan Hehenwarter betreibt Triathlon seit 2009, nachdem er zuvor acht Jahre im Leistungsturnen aktiv war.
Er startet für das Tri-Team Hallein. 2016 wurde er Vizestaatsmeister auf der Triathlon-Mitteldistanz (2,3 km Schwimmen, 84 km Radfahren und 20 km Laufen).

### Staatsmeister Triathlon-Mitteldistanz 2017
Im Mai 2017 wurde der 21-Jährige in Linz Staatsmeister auf der Triathlon-Mitteldistanz.
Im Juli wurde er beim Mostiman Triathlon Vizestaatsmeister über die olympische Distanz (1,5 km Schwimmen, 38 km Radfahren und 10 km Laufen).
Seit 2017 tritt er nicht mehr international in Erscheinung.
Auch seine jüngere Schwester Pia Hehenwarter (* 1998) ist als Triathletin im ÖTRV Nationalteam Nachwuchs aktiv (Junioren-Vizestaatsmeisterin Triathlon Sprintdistanz, 2016).

## Sportliche Erfolge
| Datum/Jahr    | Rang | Wettbewerb                                       | Austragungsort     | Zeit     | Bemerkung                                                                    |
| ------------- | ---- | ------------------------------------------------ | ------------------ | -------- | ---------------------------------------------------------------------------- |
| 16. Juli 2017 | 2    | ÖTRV Staatsmeisterschaft Triathlon Kurzdistanz   | Wallsee-Sindelburg |          | Vizestaatsmeister über die olympische Distanz beim Mostiman Triathlon        |
| 27. Mai 2017  | 1    | ÖTRV Staatsmeisterschaft Triathlon Mitteldistanz | Linz               | 04:10:59 | Staatsmeister Triathlon Mitteldistanz beim Linz-Triathlon                    |
| 28. Aug. 2016 | 4    | Trans Vorarlberg Triathlon                       | Bregenz            |          |                                                                              |
| 30. Juli 2016 | 2    | ÖTRV Staatsmeisterschaft Triathlon Mitteldistanz | Litschau           | 04:23:19 | Triathlon-Staatsmeisterschaft beim Waldviertler Eisenmann                    |
| 27. Juni 2016 | 7    | Chiemsee-Triathlon                               | Chiemsee           |          | auf der Mitteldistanz                                                        |
| 10. Juli 2016 | 2    | Mostiman Triathlon                               | Wallsee-Sindelburg |          |                                                                              |
| 10. Mai 2016  | 6    | Challenge Rimini                                 | Rimini             |          |                                                                              |
| 13. Juli 2014 | 3    | Mostiman Triathlon                               | Wallsee-Sindelburg |          |                                                                              |
| 21. Juli 2013 | 3    | Mostiman Triathlon                               | Wallsee-Sindelburg |          |                                                                              |
| 26. Mai 2013  | 5    | ÖTRV Staatsmeisterschaft Triathlon Junioren      | Pörtschach         | 00:58:31 | Junioren-Staatsmeisterschaft auf der Sprintdistanz beim Wörthersee Triathlon |

(DNF – Did Not Finish)